# Ceropegia laikipiensis
Ceropegia laikipiensis är en oleanderväxtart som beskrevs av Masinde. Ceropegia laikipiensis ingår i släktet Ceropegia och familjen oleanderväxter. Inga underarter finns listade i Catalogue of Life.